# 黄金町
黄金町（こがねちょう）は、神奈川県横浜市中区の町名。または京浜急行電鉄黄金町駅の所在する南区から初音町、黄金町、日ノ出町までの中区を含む大岡川沿い一帯の通称である。現行行政地名は黄金町1丁目および黄金町2丁目（字丁目）。住居表示は未実施区域。

## 歴史

### 前史
元々は久良岐郡太田村の内で、1869年に黄金町が成立した。哲学書『淮南子』（えなんじ）の「清水有黄金金龍淵有玉英」の一節から町名を採ったとされる。かつては水田であった関外地区も、明治時代にもなると横浜の中心部、関内地区の発展に伴って都市化が進んだ。
1889年（明治22年）4月1日、横浜市の市制施行により、横浜市黄金町となる。
明治の中頃には、大岡川に加えて吉田新田内の水路などの河川網が、関内・関外地区を巡り人や物を運ぶ重要な輸送路として確立した。川を航行したのは主に、石材、木材などの建築資材をはじめ、石炭、食料品、肥料、生活用品など様々な貨物を扱う艀（はしけ）と呼ばれる無動力の小型運搬船であった。艀には色々な種類があるが、1890年（明治23年）前後から、堅固で多くの貨物が運べるだるま船が主流になった。
開港以後、当時の大岡川河口、現在の野毛地区の川沿いには米問屋など、荷物の運搬に水運を利用する卸売業者が増えていき、その傾向が日ノ出町の川沿いまで広がって、黄金町の木材問屋などが出来たと見られている。このようにして、黄金町や日ノ出町には問屋などの商業が増え始め、町が出来上がっていった。川べりは桜並木ではなく柳並木であった。柳は枝の揺れる姿が人を招く、と言われて商業地域では好まれ、その風習が柳並木となっていた。
関東大震災前の初音町通りは、初音町交差点から東小入口信号間と並行した一本裏の赤門町寄りの通りで、伊勢佐木町通りに負けないほど賑やかであった。なお、平戸桜木道路はまだなく震災以後に野毛の方から井土ケ谷に向けて真っすぐの通りが出来た。
1丁目には戸部銀行太田支店があり、3丁目には富崎工場という大きな染色工場があり、女工が120人ほどいて輸出の品物を作って盛んだった。日ノ出町は静かな町で7つ以上の病院があり病院町といわれるくらいであった。西側には桜の木が植えられ、お屋敷町ともいわれた。

### 関東大震災以降
関東大震災時、初音町辺りの1丁目から3丁目までは一直線に地割れが走った。当時、末吉橋を湘南電気鉄道（現：京浜急行電鉄）が通る予定であったため、その下が空地になっていた。近所の銭湯のそばの水道管が破裂し水が湘南電気鉄道の空地に流れ、まるで川のようになった。火災が発生し、逃げ場がなくなった人々は次々に空き地に逃げてきたが、400人もの人々が折り重なって死んだ。
初音町・日ノ出川界隈は震災後、家並みがガラッと変わる。日ノ出町2丁目の山側にある「子の（ねの）神社」は震災前は黄金橋の川っぷちにあり、土手に松がなびいてとても良いお宮であった。震災後の復興で道路網整備と土地区画整理事業が行われ、かつて「陣屋の原」と呼ばれた原っぱだった現在の場所まで約150メートルほど移動した。横浜市立東小学校の辺りは、元はダラダラの坂で、上の方には金持ちが、下に降りるに従ってそうでもない人達という具合に住んでいた。震災ですっかり焼け、その後学校を建てることになり土地を平らにした。東小学校の前にある公務員合同宿舎は横浜で有数の資産家で貴族院議員の上郎清助のお屋敷跡であり、道が狭かったため金力に物を言わせ太い道に直したという。
1930年（昭和5年）4月に湘南電気鉄道（現：京浜急行電鉄）の黄金町駅が開業。黄金町 - 浦賀間で営業運転を開始した。開業当時駅前に賑やかさはなく初音町通りの方が賑やかであった。翌1931年（昭和6年）12月には黄金町 - 日ノ出町間が開業し、京浜電気鉄道と連絡 横浜駅への乗り入れを果たした。さらに1933年（昭和8年）4月には品川 - 浦賀間で京浜電気鉄道と相互に直通運転を開始した。日ノ出町駅前は砂利が敷いてあり原っぱであった。太田陣屋の由来が書いてある木製の三角形の札が立っていたという（1859年（安政6年）の横浜開港の際、横浜の警備を命じられた越前福井藩主松平越前守茂昭が越前陣屋（太田陣屋）を置いた所である。）
1943年（昭和18年）12月1日に黄金町3丁目・4丁目は、新設された南区に編入される。1944年（昭和19年）2月1日に黄金町3丁目・4丁目は廃止され白金町となる。
1945年（昭和20年）5月29日午前の横浜大空襲で黄金町駅付近一帯は一番の人身の被害を受けた。黄金町駅では上下電車の到着と同時に空襲警報が発令され、多くの地域住民も周囲の建物が疎開で取払われたこともあり乗客乗務員と共に鉄筋コンクリートで覆われた高架線下に退避していた。付近では戦闘機が低空で機銃掃射を繰り返し、逃げ惑う人々が吸い込まれるように高架下に身を隠した。そこへ不幸にも焼夷弾数発が命中し、焼夷弾炸裂と同時にホームから地上に向い火砕流が発生した事から600名以上の犠牲者が出た。
駅周辺は強制疎開で大きな広場が出来ていたことから付近一帯の死体が運び込まれたため、終戦後、供養のため地蔵尊が駅前に建立された。この地蔵尊は駅前開発の際に福智山普門院不動寺（南区西中町）に移設されている。

### 戦後の売春・麻薬街時代

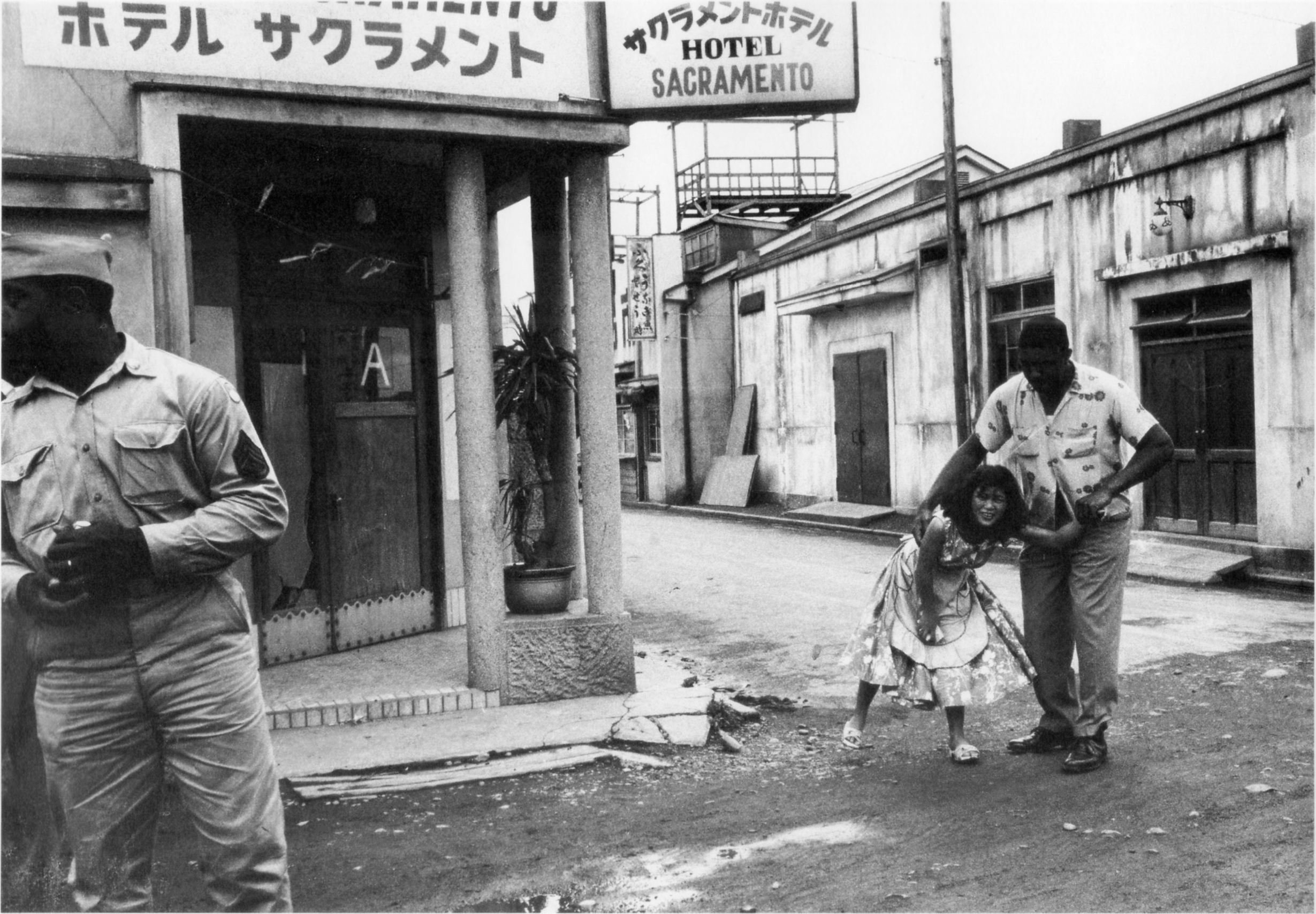
『赤線地帯の女と黒人兵』1953-1955年、常盤刀洋子撮影

戦前から大岡川の船運を活用した問屋街として栄えた黄金町であったが、終戦後は高架下にバラック小屋の住居が集まり、次第に飲食店に変わっていった。そんな店の中から女性が客を取る店、いわゆる「ちょんの間」が現れ、いつしか関東でも屈指の「青線地帯」として知られるようになる。福富町や長者町方面は「戦時住区」という指定地区になり24時間中に立ち退き命令が出た。その命令で移り住んできた人は福富町、長者町、住吉町の人達で、初音町の広い通りには住吉町界隈の人、日ノ出町には長者町から来た人、赤門には福富町の人がそれぞれ移ってきた。そのため今までのお屋敷町はガラっと変わってしまった。とにかく空いている所に皆転入をした。時が時なので地主も入ってしまった人に立ち退けとは言えず、結局、入った人達が後に借りることになった。
日ノ出町周辺や黄金町付近の大岡川沿岸にはバラック群がずらりと建ち並び（大岡川スラム）、さらにはしけを転用した不法の水上ホテルが28隻も浮いていた。この船は1950年代半ばまで目撃されており、映画『密航0ライン』（鈴木清順・監督 日活）にも登場している。1954年に強制撤去が行われ、地上へと移った。
「青線地帯」「大岡川スラム」で悪名をはせる一方、戦後の黄金町はヒロポンやヘロインといった麻薬密売の温床でもあった。特に昭和20年代は、大岡川を境界に密売組織による縄張り争いが頻発した。警察官の巡回すら身の危険を感じてできない程荒んだ環境であったという。
特殊飲食店（外観や届け出は飲食店や旅館を装っているが、実際は売春を目的とした店）街は1958年（昭和33年）の売春防止法施行後、一旦大人しくなったが、その間隙を縫って麻薬の売買が盛んになった。その臨界点は1962年（昭和37年）7月6日で、警察の取締で供給源を断たれた200人余りの中毒者が路上に飛び出し、禁断症状を起こした。この騒ぎは社会問題になり、街灯の整備やバラックの撤去、麻薬の更生施設の設置などの施策が行われ、麻薬禍は過去のものとなった。
1960年代（昭和40年代）までは大岡川の水を利用して多くの捺染工場が立ち並び、横浜名産のスカーフ等を川で染めたため赤や黄色や青のインクの色に染まり常にインク臭かった。このため当時の大岡川で子供は遊ぶどころか敬遠していた。高度経済成長期になると、工場排水の垂れ流しや生活排水によって川からは魚が姿を消しどぶ川になった。その後、下水道の整備や市民の川の環境保全活動により、水質が改善されたため、現在は魚、鳥など多くの生き物を見ることができる。

### 外国人風俗街時代
1992年（平成4年）「大岡川桜まつり」が毎春行われるようになり、段階的に大岡川プロムナードが整備された。2011年（平成23年）は3月11日に発生した東日本大震災の影響で開催を見送ったが2012年（平成24年）で第20回目を迎えた。
2002年（平成17年）京急高架補修工事により高架下の小規模店舗（約100店）が立ち退かされたが周辺地域に拡散・拡大し、最盛期には270店舗にもなった。昭和20年代から40年代は日本人娼婦しかいなかったが、昭和50年代に入ると台湾人女性の姿を目にするようになり、続いてタイ人女性が増えていった。その後娼婦の多国籍化が進み、平成に入ると川崎市堀之内の「ちょんの間」街や相模原市上鶴間本町の「たんぼ」同様、中国や東南アジア、中米出身の女性が主体となり、日本人女性は少数派となっていた。24時間営業の店が多かったため、のべにすると計算上約1000人の外国人売春婦が稼働していたとされる。

### 環境改善運動以降
2002年（平成14年）、環境悪化に苦慮する地域住民によって「風俗拡大防止協議会」が結成され、2003年（平成15年）11月には、行政・警察・大学等と連携しながら、安全・安心のまちづくりを推進するために「初黄・日ノ出町環境浄化推進協議会」として発足。2004年（平成19年）7月、売春防止法の罰則強化、不法滞在者の取締り強化要望書を中区から国へ提出。2009年（平成21年）の「横浜開港150周年」に向けて街のイメージアップを図るため、2005年（平成16年）1月11日より、「バイバイ作戦」と名づけられた警察による集中的な摘発が始まった。機動隊の大型車両で突然乗り付けた多数の警察官が地区内へ突入し、風俗嬢らが叫び声を上げる中、大規模摘発が行われた。同年4月、県警は近くの町内会館や京急高架下に「歓楽街総合対策現地指揮本部」設置して監視を続けた。この結果同年8月までに全店が閉店した。
2006年（平成18年）、文化芸術振興拠点の運営団体に選定されたBankART1929が、6月30日に同施設に「BankART桜荘」をオープン（2010年4月活動終了）。アーティストが創造、発表、滞在する「創造界隈」を形成する事業の一環としてスタート。アーティストや地域住民らが拠点に常駐し芸術活動を行うことで、違法な小規模飲食店等がひしめいていた同地域の健全化の先駆けとなった。
飲食店家屋の取り壊しや新築マンションの建設工事が相次ぐ一方、2007年中頃から、ちょんの間を改装の上店舗として利用した、若者向けのバーやカフェ等通常の業態の飲食店が開店し始めた。
2008年（平成20年）京浜急行電鉄と横浜市の協力により高架下に文化芸術スタジオが建設され、アートを生かした新しいまちづくりを目指し、地域住民、行政、警察、企業、大学、美術関係者が集まった実行委員会によって「黄金町バザール2008」が開催された。その後、継続的かつ総合的にまちづくりを推進するために「特定非営利活動法人黄金町エリアマネジメントセンター」が2009年4月に設立。黄金町エリアマネジメントセンターでは、黄金町バザールを毎年開催している他、毎月第2日曜日にはオープンスタジオというイベントを通じて、日常的なにぎわいの創出と地域・アーティストの交流の促進を図っている。また、安心・安全なまちづくり活動を先導する協議会が行う活動の企画・運営を支援するとともに、協議会の各部会が実施する様々な取組みにおいて、警察立ち会いの下、協働を図り安全・安心なまちづくり活動に取り組んでいる。
2022年（令和4年）11月1日より、神奈川県は黄金町1丁目から2丁目は県暴力団排除条例に基づき暴力団排除特別強化地域に指定。地域内では飲食店などの特定営業者と暴力団員との間でみかじめ料のやりとりや用心棒などの役務提供・依頼などが禁止され、違反者は金銭の支払いや役務を依頼した側であっても懲役1年以下または罰金50万円以下の罰則が科される。

## 橋
初黄・日ノ出町沿いの大岡川には上流の黄金町駅から太田橋、末吉橋、黄金橋、旭橋、長者橋の5つの橋がある。大岡川は江戸時代初め新田開発により形成され、橋が架けられたのはそれ以降である。
1923年（大正12年）9月1日の関東大震災前には5つの橋全てが揃ったが、震災で全て焼失し震災復興事業として1928年から1929年（昭和3年から昭和4年）に新しく架け替えられた。
太田橋は鋼製で親柱（橋の両端の柱）は時代劇に出てくる木造の常夜灯を思わせるが全て金属で出来ている。藤棚浦舟通りの途中にあり、1928年から1969年まで市電が通っていた。橋のたもとの1本だけある柳は桜並木になる前の名残である。かつて川べりは柳並木であった。
末吉橋は、初音町と英町に挟まれた赤門通りに続いている橋である。日本の初代総理大臣、伊藤博文は赤門の鉱泉の旅館を定宿にしていて、鐵（てつ）温泉に通うためこの橋をよく利用したと伝えられている。鐵（てつ）温泉は1885年（明治18年）創業の鉱泉旅館で伊勢佐木町方面から末吉橋を渡り、赤門通りを進み「赤門」の名で知られる東福寺を過ぎた所（現在の赤門町2丁目）に戦後まで存在した。横浜を訪れた政府要人が宿泊したり、横浜商人と役人との密談の場になっていたといわれている。現在は広大な駐車場となって往時の面影はない。
末吉橋は築造から既に75年が経過したため、2003年7月（平成15年）より架け替え工事を始め2007年（平成19年）に完成した。工事に伴い末吉橋近辺の桜の木は伐され、工事終了後に桜の木は新しい木に生まれ変わった。新しい末吉橋は、幅員7mの2車線の車道と両側に幅員3mのセミフラット型の歩道を設置し、利用者の安全性の確保とバリアフリー化を図った。また、旧橋はアーチ橋として川面に映る曲線のシルエットが地域住民に親しまれていたことから、架け替えにあたっては、その面影を残す景観に配慮したデザインとなった。旧末吉橋は幅員が5.1mと狭く、歩道も無かったため、昭和45年には幅員2mの人道橋も併設されていた。
黄金橋の初代の橋は、1873年（明治6年）に架けられた。当時、日ノ出町に屋敷を持っていた木材商駿河屋の主人、長谷川秀造が地元で橋がなくて困っているのを知りこの橋の建設費を寄付したといわれる。秀造は日ノ出町出身の劇作家、長谷川伸の父の伯父に当たる人物である。
橋のたもとにある日ノ出町湧水は、古くから地域の生活用水として広く利用されてきた。開港してから横浜港へは外国船がたびたび寄港したが、大正時代にかけてこの湧水はこれらの外国船に積み込まれていたと言われている。関東大震災（大正12年）では非常用水として活用され多くの命を救った。水温は夏は冷たく、冬は暖かく、一年を通じて15℃前後と安定している。近年では周辺環境の都市化が進んだ影響もあり、清浄な水質が保てないため、飲むことはできないが災害時等には飲用以外の生活用水としての利用が可能。起源等は明らかではないが野毛山が水源と考えられこれまで確認された限りでは、東小学校の脇から黄金橋まで地中に埋設された鋳鉄管を通じて導かれている。
旭橋は二本一組の橋が架かっている。下流の橋は1928年（昭和3年）に竣功し車も人も通行でき、上流の幅の狭い人道橋は1971年（昭和46年）に完成した。橋の脇にある“川の駅”大岡川桜桟橋は2007年に竣工し、河川・港湾管理、災害時の防災拠点および地域振興に資する水上レクリエーション拠点として利用するために設置した船着場となっている。
長者橋はコンクリート製のアーチ橋で横浜駅根岸道路の一部である。江戸時代から架けられていたが1873年（明治6年）、通行量の増加を受けて規模を大きくして再建し、名前も右岸の町名を取って付けられた。この橋にもかつて市電が通っていた。日ノ出町駅からすぐということもあって人の流れは多く、また車の通行量もこのエリアの橋の中では太田橋と共に多い。

## 世帯数と人口
2025年（令和7年）6月30日現在（横浜市発表）の世帯数と人口は以下の通りである。
| 丁目        | 世帯数  | 人口  |
| ----------- | ------- | ----- |
| 黄金町1丁目 | 181世帯 | 217人 |
| 黄金町2丁目 | 21世帯  | 28人  |
| 計          | 202世帯 | 245人 |

### 人口の変遷
国勢調査による人口の推移。
| 年                 | 人口 |
| ------------------ | ---- |
| 1995年（平成7年）  | 65   |
| 2000年（平成12年） | 81   |
| 2005年（平成17年） | 68   |
| 2010年（平成22年） | 219  |
| 2015年（平成27年） | 210  |
| 2020年（令和2年）  | 217  |

### 世帯数の変遷
国勢調査による世帯数の推移。
| 年                 | 世帯数 |
| ------------------ | ------ |
| 1995年（平成7年）  | 45     |
| 2000年（平成12年） | 58     |
| 2005年（平成17年） | 51     |
| 2010年（平成22年） | 160    |
| 2015年（平成27年） | 154    |
| 2020年（令和2年）  | 170    |

## 学区
市立小・中学校に通う場合、学区は以下の通りとなる（2024年11月時点）。
| 丁目        | 番地 | 小学校           | 中学校             |
| ----------- | ---- | ---------------- | ------------------ |
| 黄金町1丁目 | 全域 | 横浜市立東小学校 | 横浜市立老松中学校 |
| 黄金町2丁目 | 全域 | 横浜市立東小学校 | 横浜市立老松中学校 |

## 事業所
2021年現在の経済センサス調査による事業所数と従業員数は以下の通りである。
| 丁目        | 事業所数 | 従業員数 |
| ----------- | -------- | -------- |
| 黄金町1丁目 | 5事業所  | 20人     |
| 黄金町2丁目 | 10事業所 | 47人     |
| 計          | 15事業所 | 67人     |

### 事業者数の変遷
経済センサスによる事業所数の推移。
| 年                 | 事業者数 |
| ------------------ | -------- |
| 2016年（平成28年） | 13       |
| 2021年（令和3年）  | 15       |

### 従業員数の変遷
経済センサスによる従業員数の推移。
| 年                 | 従業員数 |
| ------------------ | -------- |
| 2016年（平成28年） | 76       |
| 2021年（令和3年）  | 67       |

## 施設
- 横浜日劇（2005年に閉館）
- シネマ・ジャック&ベティ
- BankART桜荘（2010年4月活動終了。6月施設解体）
- 黄金町バザール
- 黄金スタジオ
- 黄金町試聴室その2（2008年営業開始。ガード下のライブハウス兼カフェ）
- 黄金劇場（2013年に完全閉店）

## 黄金町に因む作品
- 映画『密航0ライン』（鈴木清順・監督、日活、1960年）当時大岡川に浮かんでいたホテル船で、大掛かりなアクションシーンがロケ撮影されている。
- 映画『天国と地獄』（黒澤明・監督、東宝、1963年）ロケではなく、セットでの撮影。狭い通りに麻薬中毒者が溢れる生き地獄のような町として描かれる[24]。
- 映画『略称・連続射殺魔』（正式タイトルは『あの年の秋、四つの都市で同じ拳銃を使った四つの殺人事件があった。今年の春、十九歳の少年が逮捕された。彼は連続射殺魔とよばれた。』、足立正生・監督、アンダーグラウンド・センター、1969年製作・1975年公開）
- 映画『スローなブギにしてくれ』（藤田敏八・監督、東映＝角川春樹事務所、1981年）浅野温子が演じるヒロイン・さち乃の実家が、京急線ガード間際の住宅という設定。
- 映画・テレビドラマ『私立探偵 濱マイク』シリーズ（1993年 - 1996年・フォーライフレコード＝映像探偵社、2002年・読売テレビ、監督・林海象など）
- 映画『ジャンクフード』（山本政志・監督、1998年）
- 映画『インスタント沼』（三木聡・監督、アンプラグド＝角川映画、2009年）麻生久美子が演じる“沈丁花ハナメ”が住んでいたマンションはメゾンナカテツ、風間杜夫扮する骨董電球商店は大岡川沿いのナカジマ材木店がロケ地。
- テレビドラマ『D×TOWN』第6弾『痕跡や』（佐々部清・監督、テレビ東京、2013年）アートの町として再生を目指す黄金町が舞台。
- 小説『ヨコハマ』（戸川幸夫・著、現代社、1956年）
- 小説『湘南ラプソディ』（景山民夫・著、実業之日本社、1992年）収録の短編「真冬のハイビスカス」
- 小説『ゴールドラッシュ』（柳美里・著、新潮社、1998年)
- 小説『黄金町クラッシュ』（松本賢吾・著、実業之日本社、2003年）
- 音楽「ドクロ町ツイスト」クレイジーケンバンド・唄、2006年
- 音楽「黄金町作品集」黄金町ガラム・唄、2013年
- 音楽「参上！日ノ出サンデーズ」日ノ出サンデーズ・唄、2019年
- テレビ番組『出没!アド街ック天国』（テレビ東京系、2019年10月26日放送）黄金町がテーマの回。

## その他

### 日本郵便
- 郵便番号：231-0054[3]（集配局：横浜港郵便局[25]）

### 警察
町内の警察の管轄区域は以下の通りである。
| 丁目        | 番・番地等 | 警察署         | 交番・駐在所 |
| ----------- | ---------- | -------------- | ------------ |
| 黄金町1丁目 | 全域       | 伊勢佐木警察署 | 黄金町交番   |
| 黄金町2丁目 | 全域       | 伊勢佐木警察署 | 黄金町交番   |

## 参考資料
- 山平重樹『モロッコの辰』幻冬舎、1998年12月。ISBN 978-4877286811。
- 八木澤高明『黄金町マリア』ミリオン出版、2006年11月。ISBN 978-4813020400。
- 檀原照和『消えた横浜娼婦たち』データハウス、2009年5月。ISBN 978-4781700168。
- “横浜市町区域要覧” (pdf).   横浜市市民局 (2016年6月). 2023年6月6日閲覧。